# Apo Lazaridès

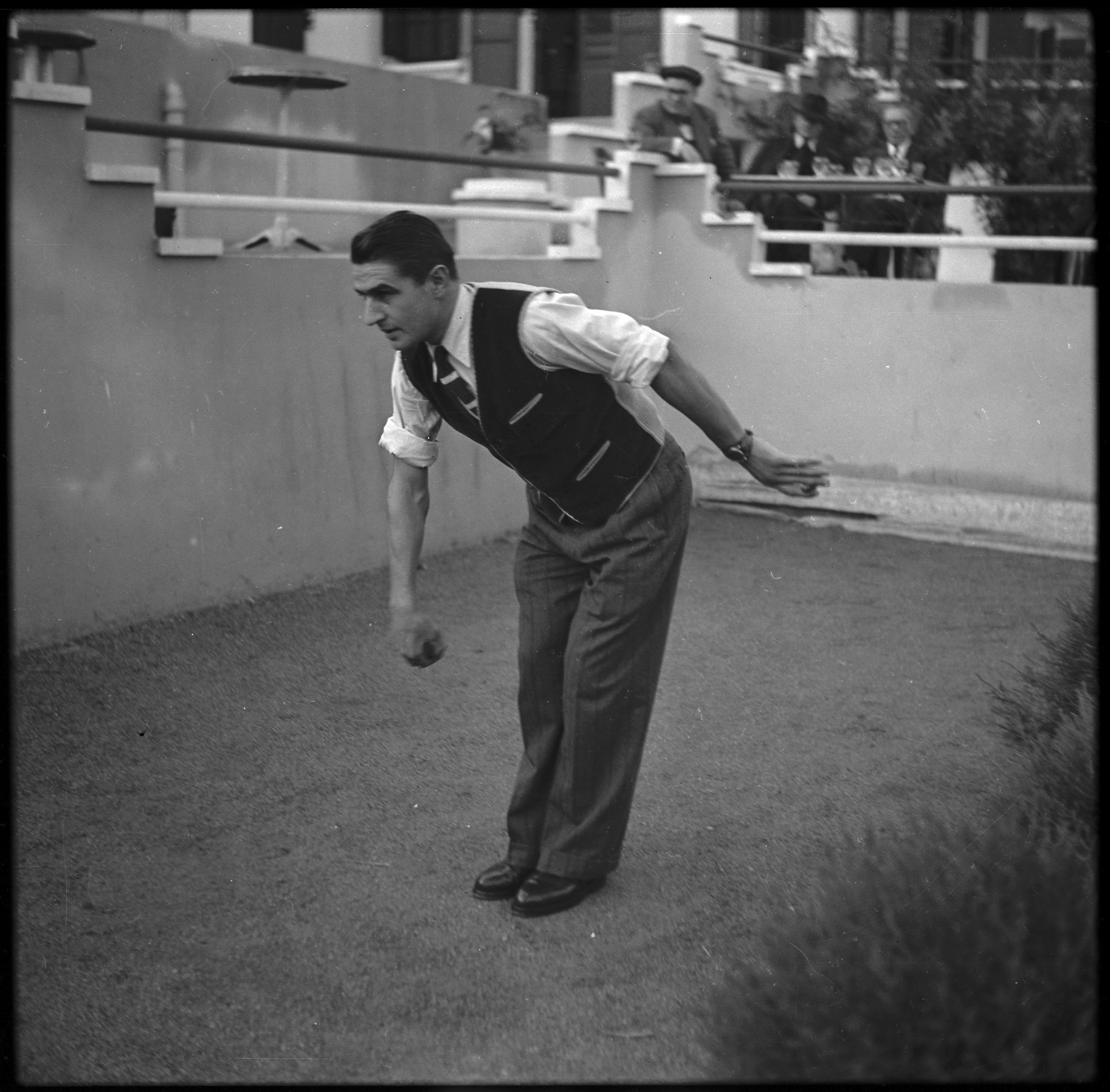
Apo Lazaridès 1949

Jean Apotre Lazaridès, kurz Apo Lazaridès (* 16. Oktober 1925 in Marles-les-Mines; † 30. Oktober 1998 in Cannes), war ein französischer Radrennfahrer.

## Leben
Apo Lazaridès’ Vorfahren stammten aus Griechenland. Schon als Kind entdeckte er seine Leidenschaft fürs Radfahren und fuhr vor allem in bergigem Gelände. Während der deutschen Besatzung Frankreichs im Zuge des Zweiten Weltkrieges war Lazaridès als Teenager Mitglied der Résistance und wurde als Radbote eingesetzt.
Nach dem Krieg begann er, an Radrennen teilzunehmen. Bei der „Ronde de France“, einem Nachkriegsersatz für die Tour de France, wurde er 1946 Fünfter. Im selben Jahr gewann er das wichtigste Rennen des Jahres in Frankreich, die „La Course du Tour de France“, ebenfalls ein Ersatz für die erst im folgenden Jahr wieder regulär ausgetragene Tour. Manchmal wird das Rennen wie eine reguläre Tour angesehen, womit Lazaridès als Tour-Sieger gelten würde. Die Tour von 1947 beendete er als Zehnter, im folgenden Jahr wurde er Neunter und hinter Briek Schotte Zweiter bei der Straßen-Radweltmeisterschaft. Bis 1955 nahm er an sieben Rundfahrten durch Frankreich teil. 1947 und 1948 wurde er Zweiter in der Bergwertung. 1950 gewann er die Sonderwertung Souvenir Henri Desgrange bei der Tour de France.
1955 zog er nach Cannes, wo er Präsident der „Étoile Sportive de Cannes“ wurde. Nach seinem Tod wurde er in Cannes auf dem Cimetière du Grand Jas bestattet.
Sein älterer Bruder Lucien war auch Radrennfahrer.